# 2585 Irpedina
2585 Irpedina este un asteroid din centura principală, descoperit pe 21 iulie 1979 de Nikolai Cernîh.